# U.S. Route 431 (Alabama)
La U.S. Route 431 o Ruta Federal 431, y oficialmente también como la Ruta Estatal de Alabama 1 (abreviada US 431) es una autopista federal ubicada en el estado de Alabama. La autopista inicia en el Norte desde la US 231     en Dothan hacia el Sur en la US 231  , US 431   en Fayetteville. La autopista tiene una longitud de 568 km (352.958 mi).

## Mantenimiento
Al igual que las carreteras estatales, las carreteras interestatales, y el resto de rutas federales, la U.S. Route 431 es administrada y mantenida por el Departamento de Transporte de Alabama por sus siglas en inglés ALDOT.

## Cruces
La U.S. Route 431 es atravesada principalmente por la US 29  , US 78 , US 72  – Opelika, Oxford, Huntsville.